# Скиннер, Микейла
Мике́йла Ски́ннер (также Микаэла Скиннер, англ. Mykayla Skinner); род. 9 декабря 1996, Гилберт, Аризона) — американская гимнастка. На чемпионате мира 2014 года в Наньнине стала чемпионкой в командном первенстве, а также выиграла бронзу в опорном прыжке. Серебряный призёр Олимпийских игр 2020 в Токио.